# 佐渡一毅
佐渡 一毅（さど かずき、1985年2月20日 - ）は、日本の馬術選手。日本中央競馬会所属。京都府出身。京都市立紫野高等学校、京都産業大学卒業。

## 略歴
1985年2月20日京都府京都市生まれ。
2007年に日本中央競馬会に入会、北原広之らの指導を受ける。
スイングユタカで内国産選手権を制し選手権タイトルを獲得。カバレロ、ホワイミーでグランプリ競技にも挑戦する。
2014年の仁川アジア大会で団体銀メダルを獲得、個人5位。
2018年のジャカルタアジア大会で団体金メダルを獲得、世界馬術選手権で個人63位。
2021年の東京オリンピックで個人56位。

## 主な成績

### オリンピック競技大会
- 2021年東京（ 日本）
  - 馬場馬術　個人56位、団体14位（ルードウィッヒ）[3]

### 世界馬術選手権
- 2018年トライオン（ アメリカ合衆国）
  - 馬場馬術　個人63位、団体14位（バローロJRA）[4]
- 2022年ヘアニング（ デンマーク）
  - 馬場馬術 個人69位、団体15位（バローロJRA）[5]

### アジア競技大会
- 2014年仁川（ 韓国）
  - 馬場馬術　個人5位、団体2位（ウィネトゥ）[6]

- 2018年ジャカルタ（ インドネシア）
  - 馬場馬術　個人11位、団体1位（ジュース）[7][8]